# 天主教加斯佩教区
天主教加斯佩教區（拉丁語：Dioecesis Gaspesiensis）是加拿大一個羅馬天主教教區，屬里穆斯基總教區。1922年5月5日升為教區。
教區位於魁北克加斯佩半島，2006年有教友83,429人，佔轄區總人口89.3%。教區下轄六十一個堂區，有四十八名司鐸。現任教區主教為若望·加儂。